# Llera (Badajoz)
Llera és un municipi de la província de Badajoz, a la comunitat autònoma d'Extremadura.